# سایا تاکاگی
سایا تاکاگی (انگلیسی: Saya Takagi؛ زادهٔ ۲۱ اوت ۱۹۶۳) بازیگر اهل ژاپن است.
از فیلم‌ها یا برنامه‌های تلویزیونی که وی در آن نقش داشته‌است می‌توان به قصه‌های غیر معمول اشاره کرد.